# Hercules e il cerchio di fuoco
Hercules e il cerchio di fuoco (Hercules and the Circle of Fire) è un film televisivo del 1994 diretto da Doug Lefler, con Kevin Sorbo, Anthony Quinn e Tawny Kitaen.
È il terzo di una serie di 5 film utilizzati per introdurre la serie televisiva Hercules ed è preceduto da Hercules e il regno perduto.

## Trama
Il fuoco di tutta la Terra comincia improvvisamente a spegnersi, per opera della dea Giunone, ed Hercules corre in soccorso dei mortali, cominciando così un lungo viaggio per arrivare sul monte Itea, dove la matrigna ha deposto l'unica torcia, posizionata all'interno di un cerchio infuocato che ha il potere di distruggere l'immortalità.
Stavolta il suo cammino sarà ostacolato anche dal padre Giove, fermamente contrario ad aiutare l'umanità e deciso a proteggere il figlio dalla malvagità di Giunone.

## Distribuzione e trasmissione
Il film venne doppiato in italiano e distribuito in VHS sul territorio nazionale nel novembre 1995. Nel primo doppiaggio gli dei dell'Olimpo erano chiamati con i loro nomi greci ed Hercules era chiamato Ercole. Quando però la Mediaset acquisì i diritti di trasmissione di Hercules (e di conseguenza anche di questo film), Hercules e il cerchio di fuoco venne completamente ridoppiato per omologare le voci a quelle nuove scelte per il telefilm. Durante il ridoppiaggio, il protagonista venne rinominato Hercules e gli dei dell'Olimpo vennero chiamati con i loro nomi romani. Inoltre, quando venne trasmesso in prima TV su Italia 1, il film venne accorpato alla prima stagione della serie TV.